# Czasem kochać chcesz
Czasem kochać chcesz – utwór z repertuaru zespołu Skaldowie, skomponowany przez Andrzeja Zielińskiego do słów Leszka Aleksandra Moczulskiego, nagrany na czwarty longplay grupy – "Od wschodu do zachodu słońca", w styczniu 1970 roku. Piosenka skomponowana została jednak znacznie wcześniej, bo już w 1967 roku, choć w zupełnie innej aranżacji. Została wówczas nagrana dla potrzeb Polskiego Radia, oraz wykonana przez zespół podczas V KFPP w Opolu. W listopadzie 1970 roku, Skaldowie nagrali również wersję niemieckojęzyczną tej kompozycji (zatytułowaną "Kennst du das nicht"), w czasie sesji nagraniowych w Berlinie.
Wersja piosenki z 1967 roku była zapowiadana przez Skaldów na koncertach zapowiadana jako protest song. Aranżacja była dość archaiczna, w porównaniu z ówczesnymi dokonaniami Andrzeja Zielińskiego. Zwrotka opierała się na prostym, dobitnym schemacie rytmicznym, z trąbkowymi fanfarami we wstępie. Partia wokalna była wręcz skandowana przez Jacka Zielińskiego, co miało nadać utworowi bardzo dramatyczny charakter. Refren również opierał się na dynamicznym, lecz prostym, beatowym podkładzie rytmicznym. Po powrocie z tournée po Stanach Zjednoczonych, jesienią 1969, Andrzej Zieliński, zafascynowany ówczesną muzyką amerykańską, postanowił przearanżować "Czasem kochać chcesz", dostosowując utwór, w którym od dawna widział niewykorzystany potencjał, do ówczesnych preferencji brzmieniowych Skaldów. Motywy sekcji dętej zastąpione zostały przez jazzujące solówki trąbki Jacka Zielińskiego. Zwrotkom towarzyszył bardziej uduchowiony akompaniament, wprowadzone zostały wysmakowane wstawki organów Hammonda. Również partia wokalna uległa wyraźnemu przekształceniu, dzięki inspiracji J.Zielińskiego wokalistami soulowymi. Refren natomiast oparty został (podobnie jak w utworze "Od wschodu do zachodu słońca") na polifonii: głosów braci Zielińskich wykonujących linię melodyczną i akompaniującego im hardrockowego riffu gitar i organów. Coda zawierała stopniowe narastanie tempa i dynamiki, przy równoczesnym zwielokrotnieniu partii wokalnych, prowadzącym do ekspresyjnej kulminacji.

## Muzycy, biorący udział w nagraniu=
Nagranie z albumu "Od wschodu do zachodu słońca", 1970 r.
- Andrzej Zieliński – organy Hammonda, śpiew;
- Jacek Zieliński – śpiew, trąbka;
- Konrad Ratyński – gitara basowa;
- Jerzy Tarsiński – gitara;
- Jan Budziaszek – perkusja;

Nagranie radiowe, 1967 r.
- Andrzej Zieliński – fortepian, śpiew;
- Jacek Zieliński – śpiew;
- Marek Jamrozy – gitara prowadząca;
- Feliks Naglicki – gitara rytmiczna;
- Tadeusz Gogosz – gitara basowa;
- Jan Budziaszek – perkusja;
- Sekcja dęta pod dyrekcją Andrzeja Zielińskiego